# شهرستان لینگشی
شهرستان لینگشی (به لاتین: Lingshi County) یک منطقهٔ مسکونی در چین است که در جینجونگ واقع شده‌است. شهرستان لینگشی ۱٬۲۰۶ کیلومتر مربع مساحت و ۲۵۱٬۰۰۰ نفر جمعیت دارد.